# Ponta do Barril
Ponta do Barril ou Barril é uma ponto e aldeia na ilha de São Nicolau, em Cabo Verde e o punto extremo de oeste da ilha.